# إريك دين برنس
إريك دين برنس (بالإنجليزية: Erik Prince) (المولود في 6 يونيو 1969)، قائد الفرقة القتالية الجوية والبرية السابق بالبحرية الأمريكية نيفي سيلز، والشهير بتأسيسه أكبر مؤسسة عسكرية خاصة في العالم عام 1997 والمسماة بلاك ووتر، حيث شغل منصب المدير التنفيذي لها حتى عام 2009 ثم منصب مدير المؤسسة إلى أن بيعت بلاك ووتر عام 2010 لمجموعة من المستثمرين. ويعيش برنس حاليا في دولة الإمارات العربية المتحدة.

## عمله وبدايات حياته
ولد اريك برنس في هولندا، بولاية ميشيغان، ويدعى أبيه إدغار د. برنس وأمه بروخوزين. وكان برنس أصغر أربعة أطفال. ويشير اسم والديه إلى التراث الهولندي (تم إضفاء الطابع الإنجليزي على اسم العائلة برينس ليصبح برنس أي الأمير)، وتخرج في المدرسة المسيحية الثانوية الهولندية.
جال برنس العالم مع والده، وزار معسكر الاعتقال الألماني داخاو وبرلين المقسمة ونورماندي، وتصف والدته هذه الرحلات بأنه «كانت ذات تأثير كبير» على برنس وهو في ريعان الشباب.
حصل برنس على بكالوريوس الفنون والآداب، وخلال فترة تواجده في هيلسديل، عمل برنس كرجل إطفاء متطوع وكغواص في المياه الباردة لقسم شرطة مقاطعة هيلسديل، وأصبح برنس في نهاية المطاف فني طوارئ طبية.
عمل برنس في عام 1990 في المستويات الدنيا من المعاودة الطبية بالبيت الأبيض في عهد جورج بوش الأب، وانتقد عددًا من سياسات الإدارة قائلاً لوكالة غراند رابيدز: «أرى الكثير من الأشياء التي لا أتفق معها مثل المثليين جنسيًا الذين توجه الدعوة لهم، ومثل إقرار الميزانية، وقانون الهواء النظيف، وتلك الأنواع من الفواتير.» خدم برنس في وقت لاحق كطبيب مقيم لمبعوث كاليفورنيا الجمهوري دانا روهاربارشير، الذي أشار إلى أن برنس «رجل كبير وشاب في نفس الوقت.» وعندما كان برنس في سن الحادية والعشرين، تطوع للبحث عن مقبرة جماعية في نيكاراجوا ، لفضح جرائم القتل في عهد الرئيس دانيال أورتيجا وادعى في وقت لاحق في مقابلة مع إحدى المجلات أنه وجد «مقبرة جماعية: عظام تخرج من باطن الأرض وأيادي مكبلة من المعصمين».
بعد أن حصل على كلية هيلزدال، عمل برنس كضابط مفوض في البحرية الأمريكية عن طريق مدرسة الضابط المرشح في عام 1992 ثم التحق بفرقة نيفي سيلز 8 إلى هايتي والشرق الأوسط والبلقان. وهو يرجع الفضل إلى فرقة نيفي سيلز لكونها متنفساً لروح المبادرة.
أنهى برنس خدمته في البحرية قبل الأوان في عام 1995 عندما توفي والده، وباعت أمه مؤسسة برنس مقابل 1,3 مليار دولار نقدي إلى جونسون كونترولز ، فأنتقل إلى شاطئ فيرجينيا وبتمويل ذاتي أقام شركة بلاك ووتر العالمية عام 1997. واشترى 6,000 فدان (24 كم2) من مستنقع الكثيب العظيم للحياة البرية بولاية كارولينا الشمالية منطقة مويووك، وأنشأ مدرسة للعمليات الخاصة التي أطلق عليها اسم «بلاك ووتر» الذي أخذ من خث فحم المستنقعات الملونة التي أقيمت عليها المدرسة.

## عائلته
أنشأ والده إدغار د. برنس شركة آلات برنس، وهي شركة تورد السيارات عام 1965. وتزايدت «الأعمال» وبدأ برنس في استثمار جزء من الأرباح عبر مجموعة برنس، في مراكز التسوق وغيرها من أنواع قطع غيار السيارات وأنشأ شبكة من الشركات والعقارات تبلغ قيمتها مليار دولار. وإبان سبعينيات القرن العشرين، سجلت شركة إدغار برنس براءة اختراع في الواقيات الشمسية، وبيع منها ما يزيد عن 5,000 نسخة إلى جنرال موتورز، وعندما بيعت الشركة في تسعينيات القرن العشرين كانت تبيع كل يوم 20,000 نسخة في اليوم.
وبعد وفاة والده عام 1995، تولى إريك التحكم في العمليات اليومية، وأدى الأمر في نهاية المطاف إلى بيع الشركة مقابل 1.35 مليار دولار عام 1996. وبرنس شقيق ديفوس بيتسي الرئيس السابق للحزب الجمهوري في ميشيغان وزوجة الرئيس الأسبق ألتيكور (أمواي) ومرشح الحاكمية ديك ديفوس.
أنجب برنس سبعة أطفال، وتوفيت زوجته جوان بسبب السرطان في يونيو 2003، وسمي أصغر أبنائه تشارلز دونوفان، بعد وليام دونوفان تكريمًا له باسم «بيل وايلد».

## أنشطته التجارية
اتخذ برنس من الإبادة الجماعية في رواندا سببًا لقراره بإنشاء شركة بلاك ووتر، وخاطب جمهوره في وطنه هولندا بولاية ميتشغان قائلاً: «لقد أزعجني ذلك حقا وجعلني أدرك أنكم لا يمكنكم العودة إلى البابوية، عليكم أن تبذلوا المزيد.»
ومنذ عام 1997، حصلت الشركة أكثر من 1.6 مليار دولار في عقود فيدرالية غير مصنفة، إضافة إلى قدر غير معروف من العمل السري. وأصبحت أكبر شركات الأمن الثلاث التي تعمل مع وزارة الخارجية وتقدم حوالي 987 حارسًا للسفارات والقواعد في الخارج.
ومنذ عام 2001، منحت وكالة الاستخبارات المركزية (سي آي ايه) الشركة والشركات التابعة لها ما يصل إلى 600 مليون دولار في عقود سرية، ومنحت إدارة باراك أوباما الشركة ما يربو على 120 مليون دولار، ومنحتها وزارة الخارجية الأمريكية حوالي 100 مليون دولار في أعمال جديدة لوكالة المخابرات المركزية عام 2010.
يفتخر برنس بتحقيقه نجاحات في عمل شركة بلاك ووتر. فوفقا لما يشير إليه من نجاحات، فقد نفذت الشركة ما يزيد عن 40,000 مهمة أمنية شخصية، أطلق فيها فقط 200 من الحراس النيران من أسلحتهم، «ولم يقتل أي شخص يخضع لرعايتهم كما لم يصب أحد بجروح، بل عمهم الأمان ولم يقتل سوى 30 من رجالهم».
وفقا لروبرت يونغ بيلتون، يعتقد برنس أن علاقة بلاك ووتر بالجيش تشبه علاقة شركة فيديكس بإدارة البريد الأمريكي «حلول فعالة متخصصة بعيدًا عن البيروقراطية الحكومية المتصلبة وبعيدًا عن التبذير.» يرجع برنس سلسلة انتصارات والده التنافسية في أعمال السيارات إلى إلهام تصميمات الجيش الأخف والأسرع.
تعرضت بلاك ووتر في السنوات الأخيرة لانتقادات، لكن برنس يعتقد أن جزءًا كبيرًا من هذه الانتقادات نابع من السياسة حيث يقول «وضعت نفسي وشركتي رهن تصرف وكالة المخابرات المركزية عن بعض المهام الخطرة.» وذكر برنس في رواية دار الغرور (Vanity Fair) الصادرة في يناير 2010 «كان تأهلي على الصعيد السياسي بمثابة هلاكي».
استقال برنس من منصب الرئيس التنفيذي لشركة بلاك ووتر في 2 مارس 2009 وبقي رئيسًا لمجلس الإدارة إلى أنه تم بيع الشركة أواخر عام 2010 إلى مجموعة من المستثمرين.

## الكشف عن جزء من قوة المهام السرية لوكالة المخابرات المركزية
كان برنس جزءًا من قوة المهام السرية لوكالة المخابرات المركزية التي أنشئت للقضاء على الإرهابيين، حيث سربت اللجنة المسؤولة عن المخابرات في مجلس النواب اسمه إلى الصحافة، وقارن برنس نفسه بالهدف من تسريب مماثل قامت به الحكومة بشأن فاليري بليم:
«تعرضت فاليري بليم للخطر لأسباب سياسية، وتم تعيين مدعي خاص. لكن ما حدث لي كان أسوأ، فالأشخاص الذين يعملون لأسباب سياسية يكشفون وجود برامج حساسة للغاية غير أنه في حالتي فقد اقترن اسمي بتلك البرامج.»

## العمل الخيري والآراء السياسية
يصف برنس نفسه بالتحرري، كما يتبع الكنيسة الرومية الكاثوليكية، ويقدم آرائه السياسية على النحو التالي:
«أنا رجل سوق حرة، ولا أعتقد على نطاق كبير أنه بإمكان الحكومة تقديم مجموعة كبيرة من الحلول، فهناك من يعتقد أن الحكومة قادرة على حل مشكلات المجتمع، إنني أميل إلى التفكير الخاص، والمنظمات الخيرية الخاصة هي أفضل الحلول».
خصص برنس بعض وقته الذي قضاه كطبيب مقيم في البيت الأبيض لبعض آرائه حول السوق الحرة، حتي كان يتساءل عن حجم الحكومة الاتحادية.
حيث يقول: «وبعد أن أمضيت المعاودة في البيت الأبيض وأخذت الشارات، وتنقلت في بعض من هذه الوكالات الفيدرالية الأخرى، ترغبون في أن تحدثوني عن الاكتئاب؟ عليكم أن تتنقلوا عبر الخدمات الإنسانية والصحية (HHS) أو عبر الإسكان والتنمية الحضرية (HUD) أو التجارة وستطلقون عليه حوت لوياثان»
عمل برنس نائب رئيس مؤسسة إدغار وإلسا برنس، التي أسستها أسرته وتبرع برنس بكثافة لكافة السبل المسيحية والإسلامية على حد سواء، حيث بنا
المساجد في قواعد بلاك ووتر في الخارج ودعم دار أيتام إسلامية في أفغانستان، كما مول فيلم رجم ثريا مانوتشهيري (The Stoning of Soraya M).
تبرع برنس بين عامي 1998 و2007، شخصيًا بما يزيد عن أكثر من 200,000 دولار للجمهوريين ومطالب الأطراف الخارجية. يذكر سالون أن المؤسسة قامت «بين يوليو 2003 ويوليو 2006» بمنح مجلس أبحاث الأسرة مبلغ 670,000 دولار على الأقل و531,000 دولار على الأقل للتركيز على العائلة. وكان يرأسها جاك دوبسون. لقد كانت المؤسسة أحد المانحين الرئيسيين لكلية كالفين – وهي مؤسسة مسيحية تتبع غراند رابيدز في ميتشيجن. قام برينس بتقديم خدمته كعضو لمجلس الإدارة في الهيئة الدولية لحرية المسيحيين – وهي مجموعة لا تهدف إلى الربح ومهمتها مساعدة «المسيحيين المضطهدين بسبب إيمانهم بالسيد المسيح». وقد تبرع برينس بمبالغ طائلة لكل من القضايا المسيحية والإسلامية وبناء المساجد في القواعد في أعالي البحار ودعم دور الأيتام في أفغانستان. وقام برينس بدعم صندوق دفاع قوات التحالف وهي مجموعة قانونية مسيحية محافظة.
ساهم برنس في عام 2006 بالمال لحزب الخضر من مقاطعة لوزرن بولاية بنسلفانيا، وهو الأمر الذي جرى تفسيره على أنها محاولة لمساعدة السناتور الجمهوري السابق ريك سانتورم من خلال منح المساعدات لبوب كيسي منافسه الديمقراطي الأكثر تحررًا.
```
كان برنس مدافعًا عسكريًا أصغر حجمًا وأكثر كفاءةً، حيث يقترح عدة طرق لجعل الجيش أكثر كفاءة دون حلول أمنية وسط، حيث يقترح قدرًا أكبر من المساءلة بشأن التكاليف وذلك باستخدام المعدات المناسبة لكل مهمة والحد من النفقات العامة والإصلاحات التشغيلية وإصلاحات المشتريات.
```

وفي لقاء تلفزيوني مع تشارلي روز، ناقش برنس عرضه إلى جورج كلوني بإرسال بعثة إنسانية إلى دارفور. وأعرب برنس عن ازدراءه للتقاعس الغربي عن مواجهة الإبادة الجماعية في رواندا قائلاً: "من شاهد فيلم فندق رواندا
```
(Hotel Rwanda) ولم يتمنى أن تكون له نهاية مختلفة، ومن لم يتمنَ أن ترسل الأمم المتحدة قوات أو أن تجتث تلك القوات البلجيكية حتى يتوفر بالفندق، بعض الأماكن الآمنة؟ فقد جرى ترك ما يقرب من مليون شخص في بلد بحجم ولاية ماريلاند يقتلون باستخدام الأدوات الزراعية على مدى أربعة أشهر."
```

## ما بعد بلاك ووتر
في يناير 2011، حسبما ذكرت وكالة أنباء أسوشيتد برس أن برنس قد تبنى القيام بتدريب قوة جديدة من 2,000 صومالي لعمليات لمكافحة القرصنة في خليج عدن، وحسبما تذكر التقارير تمول العديد من الدول العربية هذا البرنامج، بما في ذلك الإمارات العربية وبدعم من الولايات المتحدة. وقال مارك كورالو المتحدث باسم برنس: «ليس لبرنس دورًا ماليًا» في هذا المشروع. وامتنع عن الإجابة على أي أسئلة حول تورط برنس في ذلك، وسوف تطارد قوات الحكومة الصومالية أيضًا زعيم الحرب الإسلامي.
ونقلت وكالة أنباء أسوشيتد برس عن جون بورنيت من استشاريي الأمن البحري قوله: «هناك 34 دولة لها أصول بحرية تحاول وقف القرصنة، فمن خلال خلفية برنس وسمعته الناصعة، أعتقد أنه قد يكون من الممكن تنفيذ ذلك.»
كان إريك برنس في قيد التحقيق من قبل مكتب التحقيقات الفيدرالي لتورطه المزعوم في محاولة بيع أسلحة أردنية إلى خليفة حفتر المدعوم من الإمارات كجزء من خطة 2019. وكانت تحقيقات سابقة قد كشفت أن برنس وآخرين انتهكوا حظر السلاح على ليبيا. وفقًا للتقارير، عمل برنس مع الملك الأردني فيصل بن الحسين لتنظيم بيع ونقل الطائرات وغيرها من المواد من الأردن إلى ليبيا. كما تتبعت الأمم المتحدة نقل ثلاث طائرات مملوكة لإريك برنس إلى شريك حميم لاستخدامها في ليبيا. كما أفادت التقارير أن الطائرات تم نقلها من شركات برنس إلى شركة مرتزقة مرتبطة به ومقرها الإمارات العربية المتحدة.